# Fabio Torsiello
Fabio Torsiello (* 2. Februar 2005 in Darmstadt) ist ein deutsch-italienischer Fußballspieler, der als Leihspieler des SV Darmstadt 98 bei Alemannia Aachen spielt.

## Vereinskarriere
Torsiello kam in der Saison 2021/22 auf 18 Einsätze (zehn Tore) in der B-Junioren-Bundesliga und wurde zudem in sieben Spielen (zwei Tore) bei der U19-Mannschaft in der A-Junioren-Bundesliga eingesetzt.
Die Saisonvorbereitung der Saison 2022/23 absolvierte er mit den Profis. Beim ersten Heimspiel der Saison in der 2. Bundesliga gegen den SV Sandhausen saß Torsiello auf der Bank. Am 1. August 2022 debütierte er beim 0:3-Auswärtssieg gegen den FC Ingolstadt 04 im DFB-Pokal für die erste Mannschaft in einem Pflichtspiel, als er in der 86. Spielminute für Phillip Tietz eingewechselt wurde. Am 4. September 2022 folgte sein Zweitligadebüt beim 1:1-Heimspiel gegen Arminia Bielefeld, als er in der Nachspielzeit für Tietz eingewechselt wurde. Nachdem Torsiello ein Vertragsangebot der Darmstädter abgelehnt hatte, wurde er im Oktober 2022 aus dem Profikader von Torsten Lieberknecht gestrichen. Im Dezember 2022 unterschrieb Torsiello schließlich einen bis zum 30. Juni 2026 laufenden Profivertrag. Im Januar 2025 wurde er an die SpVgg Unterhaching ausgeliehen. Im Sommer 2025 folgte eine weitere Leihe an Alemannia Aachen.

## Nationalmannschaft
Torsiello nahm vom 20. bis 24. Oktober 2022 bei einem Lehrgang der deutschen U18-Nationalmannschadt in der Sportschule Wedau in Duisburg teil. Am 25. Dezember 2022 debütierte er beim 1:1 gegen die tschechische U18-Nationalmannschaft für die deutsche U18-Auswahl, als er in der 78. Spielminute für Philipp Schulz eingewechselt wurde.

## Erfolge
- Aufstieg in die Bundesliga: 2023